# Хронология вторжения России на Украину (август 2024)
Данная статья является частью хронологии широкомасштабного вторжения РФ на Украину и описывает события, произошедшие в августе 2024 года.

## 1 августа
В ночь на 1 августа Россия в очередной раз атаковала Украину баллистическими ракетами и беспилотниками. В Киевской области один из беспилотников упал вблизи дома российского оппозиционного политика Ильи Пономарёва, осколочные ранения небольшой тяжести получили сам Илья и его супруга.

## 2 августа
Между российской и украинской сторонами состоялся обмен телами погибших военных. По информации Украины, ей были переданы тела 250 человек, российской стороне передали тела 38 военных. Обмен состоялся при поддержке Международного Красного Креста.
Согласно сообщению Паси Паройнен, аналитика Black Bird Group, ВС РФ за неделю боёв захватили 57 квадратных километров территории. Министерство обороны России заявило, что за последние 7 дней российские военные в Донецкой области заняли пять населённых пунктов.

## 6 августа
Российские провоенные интернет-сообщества и телеграм-каналы Курской области распространили заявления, что на ряде участков границы России и Украины утром начались боестолкновения. По сообщению телеграм-канала «Два майора», небольшая группа украинских военнослужащих смогла продвинуться на несколько сотен метров. По заявлениям руководства Курской области, опубликованной около 10 утра, попытки прорыва были зафиксированы в Суджанском и Коренёвском районах, однако силы пограничников ФСБ и ВС РФ остановили его. Телеграм-канал Mash сообщил, что в атаке участвовало около 100 диверсантов на тяжёлой технике при поддержке БПЛА, а также артиллерии. Погибли не менее 20 украинских военных, около 50 человек получили ранения.
Минобороны РФ сообщило, что средствами ПВО в небе над Курской областью было уничтожено 24 БПЛА.

## 8 августа
Согласно заявлению главы военной администрации Сумской области Владимира Артюха, за сутки ВС РФ нанесли 56 ударов КАБ по территории Конотопского, Ахтырского, Шосткинского и Сумского районов. По данным Артюха, в селе Могрица в результате ударов погибли два человека: 22-летний местный житель и его сестра.

## 9 августа

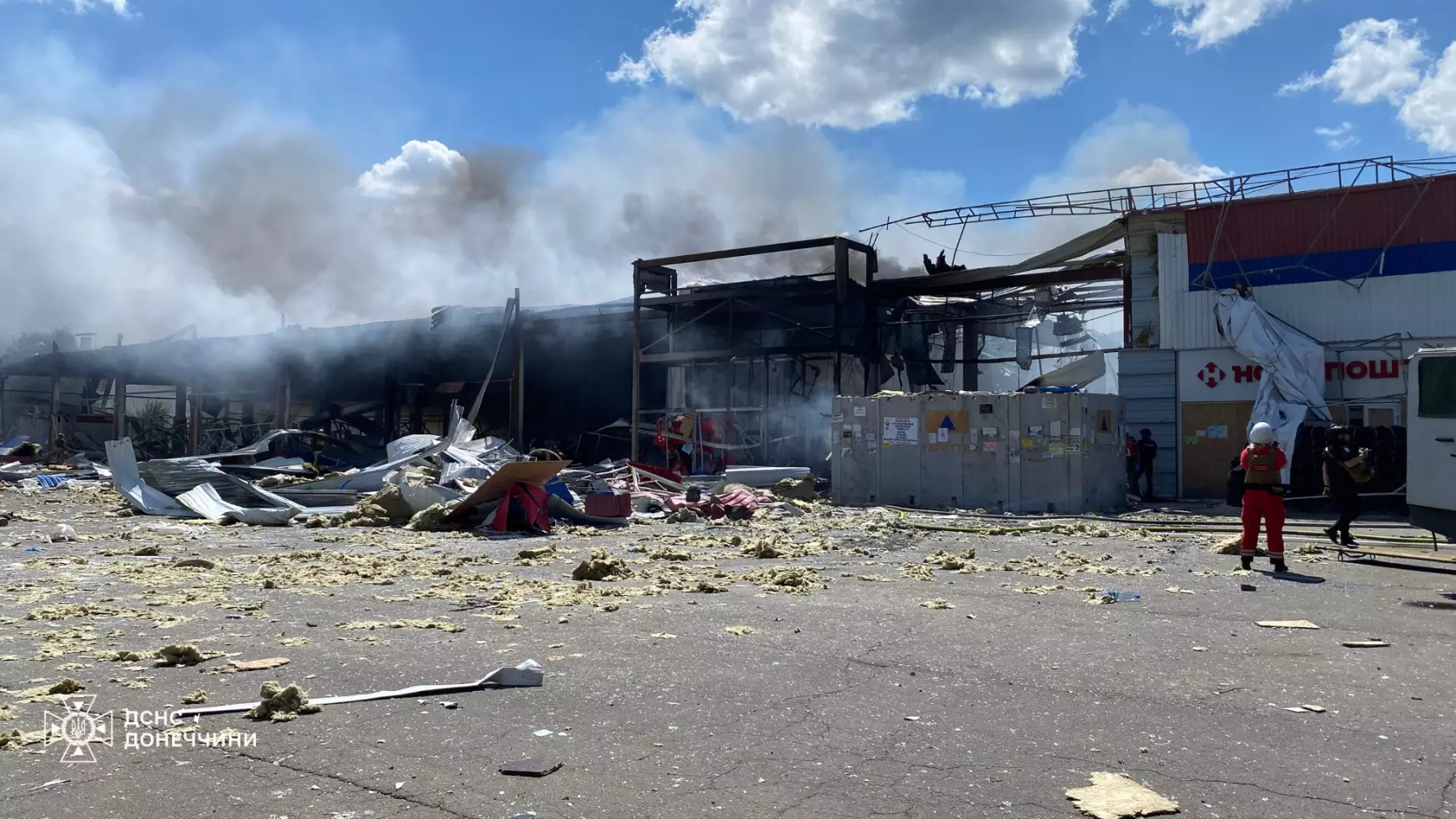
Супермаркет в Константиновке после удара

В ночь на 9 августа колонна российских войск попала под удар HIMARS на трассе 38К-017 возле села Октябрьское в 35 км от границы. Уничтожены 14 тентованных грузовиков «Урал» и КАМАЗ.
Российский удар ракетой Х-38 по супермаркету в Константиновке Донецкой области. Погибли 14 человек и ранены 44.
Около 3:00 ночи БПЛА был атакован аэродром «Липецк-2» в соседней с Курской Липецкой области, местными жителями были опубликованы видеозаписи мощного взрыва. Был введён режим чрезвычайной ситуации, начата эвакуация населения. По данным украинской стороны, на момент атаки на аэродроме находилось 700 управляемых авиационных бомб и российская военная авиация, а БПЛА были поражены склады с управляемыми авиационными бомбами и ряд других объектов в районе аэродрома.
Министерство обороны РФ заявило о перехвате и уничтожении 75 БПЛА «самолётного типа»: 26 в небе над Белгородом, 19 над Липецком, 7 — над Курском и нескольких над Брянской, Воронежской и Орловской областями. Согласно заявлению, 5 БПЛА уничтожено над Крымом и 8 — над Чёрным морем.
Минобороны РФ заявило об ударе ФАБ-3000 по месту размещения ВСУ в Сумской области. Результаты атаки не известны.

## 10 августа
Утром 10 августа была опубликована видеозапись, на которой украинские военные позируют с украинскими и грузинскими флагами в селе Пороз в Белгородской области.
Тогда же Z-паблики, а также украинские военные телеграм-каналы сообщили, что ВСУ удалось взять село под свой контроль.

## 12 августа
Прокуратура Харьковской области заявила, что российские войска использовали ракету KN-23 или KN-24 (также известную как «Хвасон-11») при ракетном ударе по Богодухову Харьковской области.

## 14 августа
Вооружённые силы РФ почти полностью заняли город Зализное и посёлок Пивничное, примыкающие к Торецку. По сообщению украинских источников, войска Украины, ранее расположенные между Нью-Йорком и Зализным, из-за угрозы быть окружёнными отступили в сторону Торецка.

## 15 августа
По информации Института изучения войны, геолоцированные кадры, опубликованные 14 и 15 августа, указывают на то, что ВС РФ недавно продвинулись в районе Гродовки восточнее Покровска, а также в районе Желанного, Николаевки и Орловки, расположенных к юго-востоку от Покровска. По оценке ISW, ВС РФ заняли Орловку и Желанное.

## 18 августа

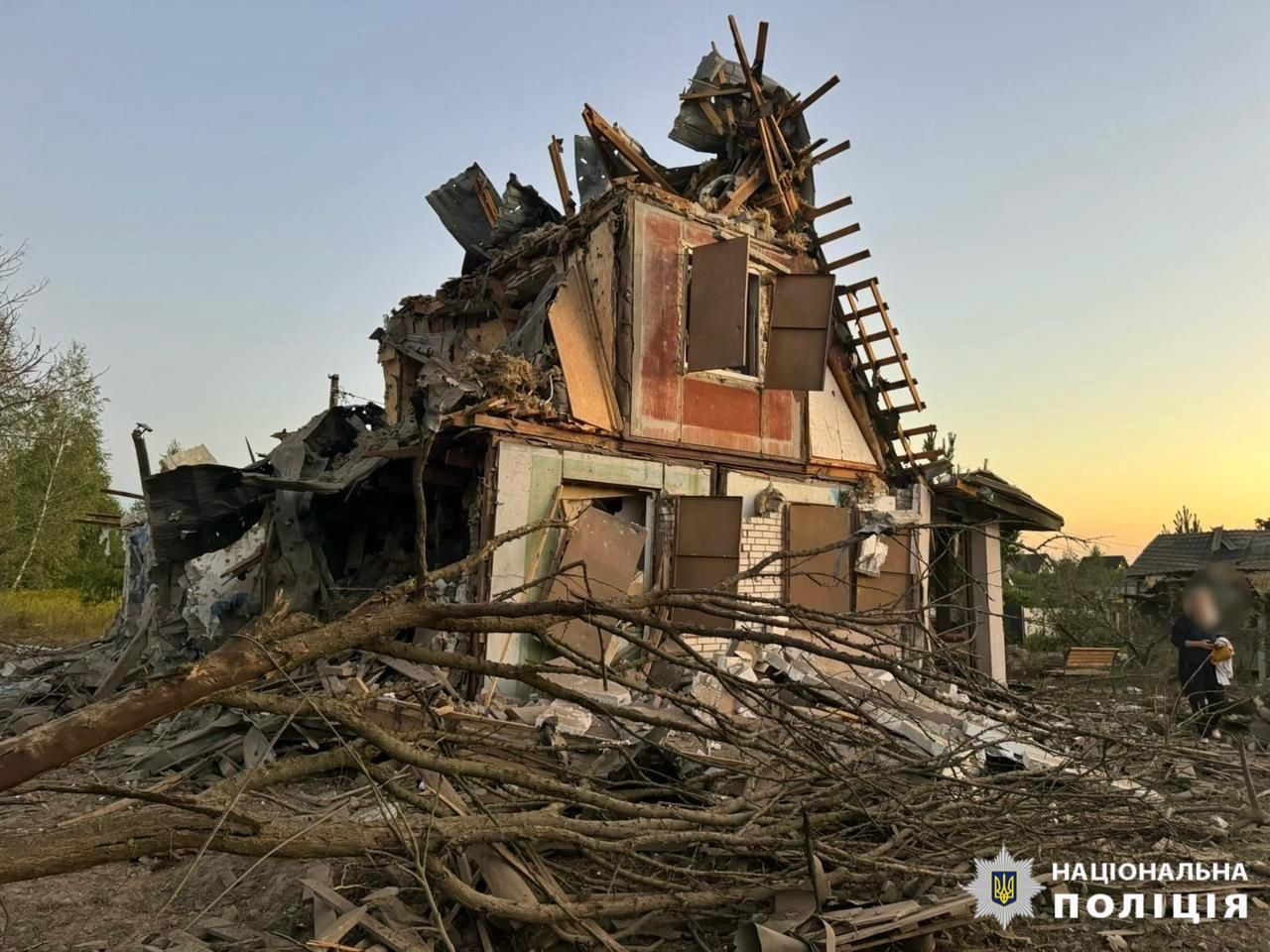
Дом в Киевской области, разрушенный вследствие обстрела 18 августа

В результате утреннего российского обстрела Украины повреждены 50 домов в Киевской области, из которых два разрушены.

## 19 августа
Минобороны РФ заявило о контроле над городом Зализное в Донецкой области.
Местные власти из-за быстрого продвижения ВС РФ объявили эвакуацию населения из Покровска.

## 20 августа

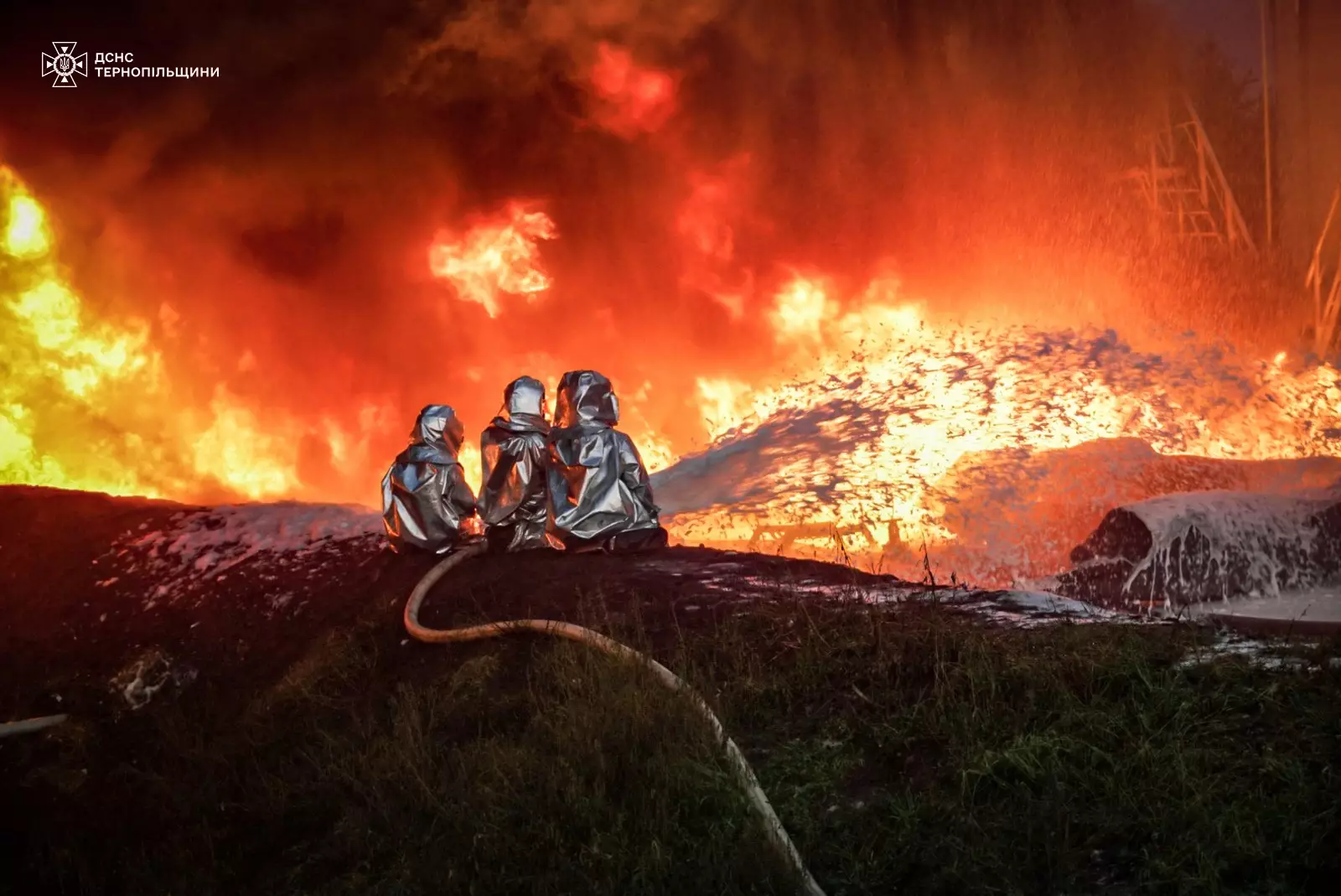
Пожар на предприятии в Тернополе после удара

Ночью и утром российская армия атаковала Украину беспилотниками и крылатыми ракетами. По данным Воздушных сил ВСУ, были запущены 26 беспилотников «Шахед», неназванное количество ракет Х-59, две баллистические ракеты «Искандер-М» и одна крылатая ракета «Искандер-К». Как сообщается, 25 «Шахедов», две ракеты Х-59 и ракета «Искандер-К» были сбиты.
Часть ракет и беспилотников летела на Киев. По данным местных властей, все они были сбиты, пострадавших нет. В Тернополе от обстрела загорелось промышленное предприятие. По данным местных властей, вспыхнули горюче-смазочные материалы. Город накрыл дым.
Согласно заявлениям российского Минобороны, в результате действий группировки войск «Центр», нанесших поражение крупной группировке украинских военных, посёлок Нью-Йорк перешёл под контроль ВС РФ. Украинский OSINT-канал Deep State ночью с 19 на 20 августа заявил, что в городе продолжаются бои. Минобороны Украины заявило, что 20 % территории города находится под контролем ВСУ, в то время как ВС РФ продолжили движение в сторону посёлка Нелеповка.

## 24 августа

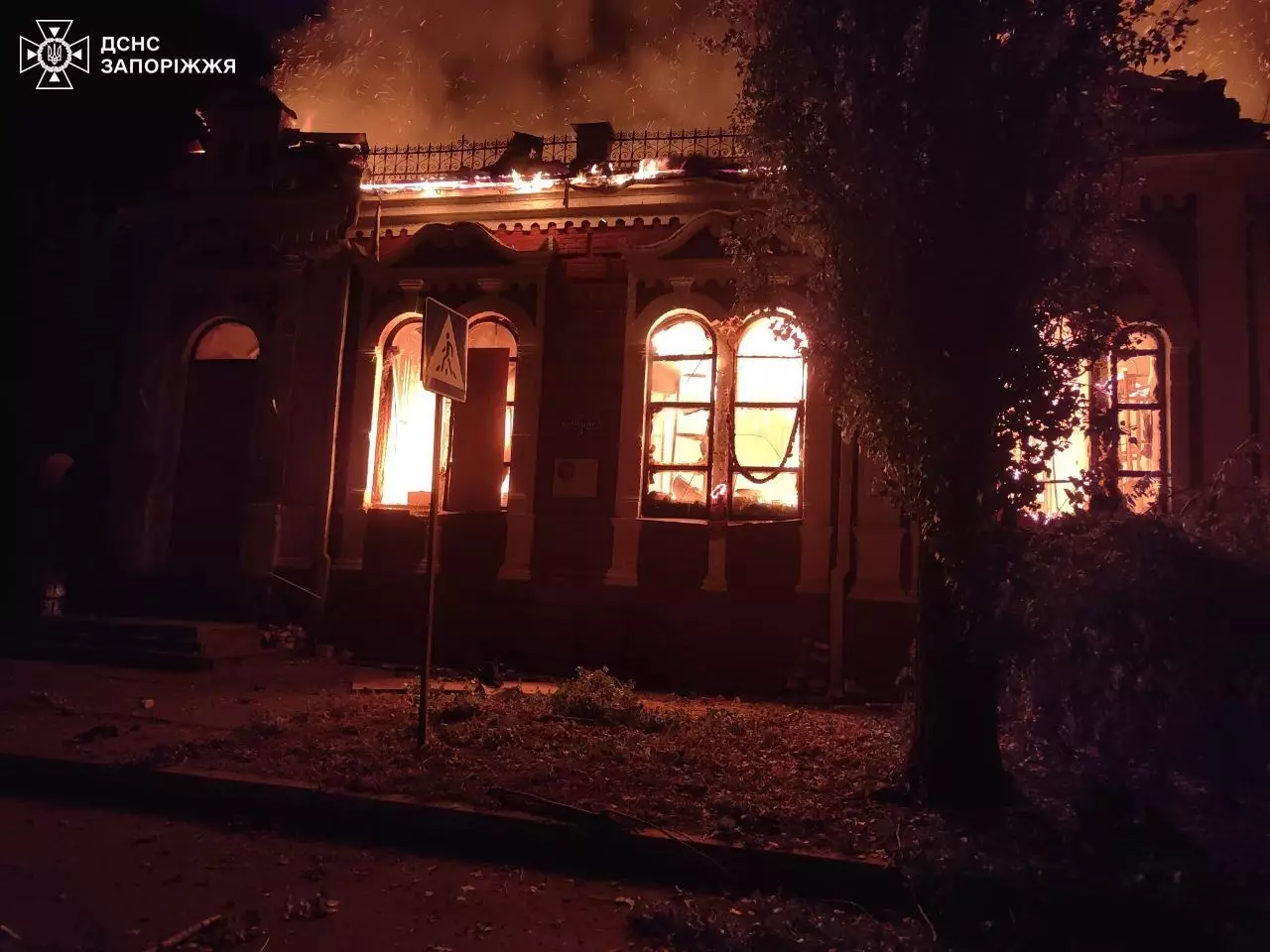
Здание Гуляйпольского краеведческого музея после обстрела

При посредничестве ОАЭ состоялся 55-й по счёту обмен военнопленными между Украиной и Россией. В рамках обмена «115 на 115» Украине вернули военнослужащих, захваченных в Мариуполе, в то время как в РФ вернулись призывники, взятые в плен в Курской области.
В ночь на 24 августа от российского обстрела сгорело здание Гуляйпольского краеведческого музея.

## 25 августа
Ночью ВСУ нанесли удар по Белгороду. По заявлениям местных властей, 5 человек погибли, 13 — ранены. 
Той же ночью ВС РФ нанесли удар по гостинице в Краматорске, где находилась команда агентства Reuters из 6 человек. Погиб советник Reuters по безопасности, пострадали 6 человек, в том числе два журналиста Reuters.

## 26 августа
ВС РФ провели массированную атаку ракетами и БПЛА по Украине. Воздушная тревога была объявлена по всей стране. По заявлению мэра Киева Виталия Кличко, в городе были нарушены водо- и электроснабжение. ДТЭК ввела отключения подачи электроэнергии. По заявлениям местных властей, погибли минимум три человека. Во время атаки потерпел первое в истории российско-украинской войны крушение истребитель F-16, которым управлял известный пилот, подполковник Алексей Мес.
Утром 26 августа ВСУ произвели налёты БПЛА по городам Энгельс и Саратов. По заявлению местных властей, в результате атак пострадали 4 человека, были повреждены многоквартирные дома, 27-этажное здание «Волга Скай» и множество автомобилей. В результате утренних атак обломки беспилотников повредили частные дома в Еланском районе Волгоградской области.

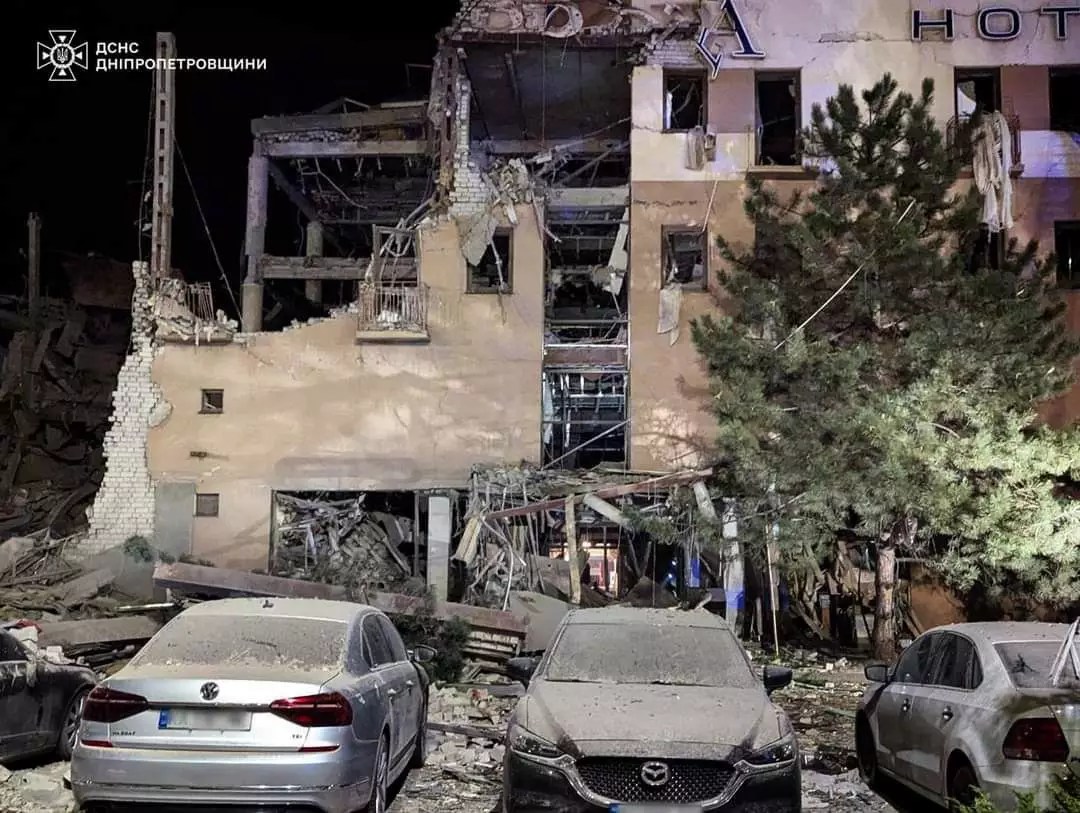
Гостиница в Кривом Роге после удара

## 27 августа
В ночь на 27 августа российские войска ударили ракетой по гостинице в Кривом Роге. Погибли 4 человека и ранены 5. В Запорожье в результате ночного налёта погибли три человека и ранены пять.
27 августа 2024 года ВС РФ заняли Новогродовку, что, согласно прогнозу BBC, ослабит гарнизон ВСУ, охраняющий Угледар. Начались бои за Селидово.

## 28 августа
28 августа, по информации российских военных блогеров, в ходе боёв за Селидово ВС РФ взяли под контроль трассу Покровск — Курахово, являющуюся одной из основных магистралей Донецкой области.

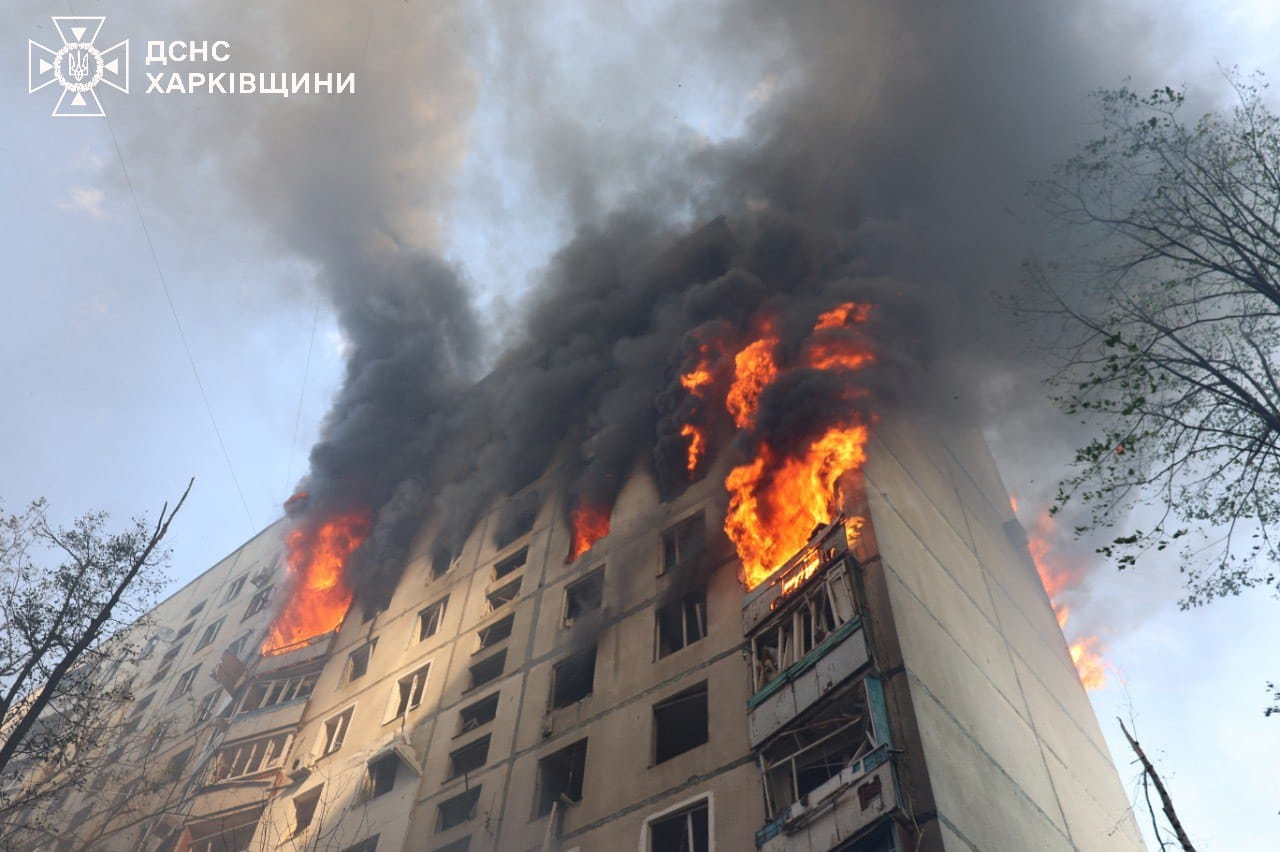
Дом в Харькове после бомбардировки

## 30 августа
Российская бомбардировка Харькова. Под удар попали 12-этажный жилой дом и детская площадка. Погибли 6 человек (в том числе 14-летняя девочка), ранены более 90 (в том числе 22 ребёнка). Следующий день в городе объявлен днём траура.
По информации местных властей, в Белгороде в результате украинских ударов погибли как минимум 5 человек, ещё 46 были ранены. Согласно заявлению губернатора Белгородской области Вячеслава Гладкова, удары были нанесены с помощью РСЗО «Вампир» кассетными боеприпасами. Погибли четыре мужчины и одна женщина, 7 детей получили ранения. Министерство обороны РФ осудило этот «террористический акт».